# Ommata ochraceicollis
Ommata ochraceicollis là một loài bọ cánh cứng trong họ Cerambycidae.